# محمد الضبيري
الشيخ محمد بن يوسف بن علي بن كنبار الضبيري النعيمي فقيه وأديب وشاعر بحراني.

## نشأته وحياته
ولد ونشئ بقرية (البلاد القديم) والتي كانت حاضرة البحرين في ذلك العصر ومسكن العلماء والأعيان، وبها أخذ عن الشيخ محمد بن ماجد بن مسعود الماحوزي شيخ الإسلام في البلاد في زمنه وقرأ عليه أكثر العلوم والفنون وبقي ملازماً لدرسه حتى توفي سنة (1105 هـ/1693 م)، ثم لازم بعده درس الشيخ سليمان بن عبد الله الماحوزي حتى توفي في سنة (1121 هـ/1709 م)، وكان شديد الاشتغال بالدرس لا يكل عنه قائماً بإمامة الجماعة في القرية المذكورة كما يظهر من كلام معاصره وتلميذه الشيخ عبد الله بن صالح السماهيجي.
ثم إنه بعد ذلك غادر إلى القطيف وسكن بها مدة من الزمن ، ولا نعلم تاريخ خروجه من البحرين أو سببه، ولكن على الأرجح أن ذلك حصل بعد هجوم العمانيين الخوارج على البحرين واستيلائهم عليها سنة (1129 هـ/1716 هـ) وما تبع ذلك من الدمار والخراب واستحرار القتل في أهل البحرين مما حدى بكثير منهم إلى الخروج منها واللجوء إلى ما جاورها من البلاد.
وبقي الشيخ محمد في القطيف مدة من الزمن، ولكنه بسبب ضيق العيش عاد مرة أخرى إلى البحرين، فصادف رجوعه وقوع فتنة بين الخوارج وعسكر العجم أصيب فيها بجروح فاحشة فنقل إلى القطيف وبقي فيها أيام ثم توفي شهيداً في سنة (1130 هـ/1717 م).

## أقوال العلماء
قال الشيخ عبد الله بن صالح السماهيجي (1135 هـ/1723 م) في إجازته الكبرى :
(أخي المواخي بالدين يوم الغدير في المسجد الحرام (شرفه الله) الشيخ محمد بن يوسف بن علي بن كنبار الضبيري النعيمي أصلا البلادي مسكنا ومولدأ ومنشئا وقت قراءته على الشيخ في نكاح التهذيب، وهذا الشيخ فقيه فاضل وعالم عامل إمام للجماعة معتبر صالح ساع في حوائج إخوانه شديد الإنكار على الفاسقين وقد خدم كثيرا في العلوم وقرأ أكثر الفنون وتلمذ على الشيخ الفقيه الشيخ محمد بن ماجد بن مسعود حتى مات، ثم لازم شيخنا حتى مات، وله ديوان شعر في مراثي الحسين (ع) وله مقتل الحسين (ع) وشعره نفيس وهو مشغول بالدرس لا يكل منه كثير العبادة ملازم الدعاء لا يمل منه ولا يفارق (مصباح المتهجد) أبدا أدام الله سلامته وأقام كرامته).
وقال الشيخ يوسف بن أحمد بن عصفور البحراني (1186 هـ/1772 م) في لؤلؤة البحرين :
(الشيخ محمد بن يوسف بن كنبار الضبيري النعيمي أصلاً البلادي مسكناً ومنشأ، عن الشيخ محمد بن ماجد والشيخ سليمان بن عبد الله بطرقهما المتقدمة. وكان هذا الشيخ فقيهاً عابداً صالحاً ملازماً لمصباح الشيخ - والعمل بما فيه، وله ديوان شعر حسن في مراثي أهل البيت عليهم السلام، وله مقتل الحسين ، وشعره بليغ نفيس، توفي في بلدة القطيف، فانّه بعد أن كان فيها مضى إلى البحرين - وهي في أيدي الخوارج - لضيق المعيشة في بلدة القطيف فاتفق وقوع فتنة بين الخوارج وعسكر العجم وقتل جميع عسكر العجم وجرح هذا الشيخ جروحاً فاحشة ونقل إلى القطيف فبقي أياماً قليلة وتوفي إلى رحمة الله، ودفن في مقبرة الحباكة وذلك في شهر ذي القعدة سنة الثلاثين بعد المائة والألف).

## شيوخه وأساتذته
1. الشيخ محمد بن ماجد بن مسعود الماحوزي البحراني.
2. الشيخ سليمان بن عبد الله الماحوزي البحراني.
3. العلامة محمد باقر بن محمد تقي المجلسي. [8]
4. السيد المحدث نعمة الله بن عبد الله الجزائري.

## تلاميذه والراوون عنه
1. الشيخ عبد الله بن صالح السماهيجي البحراني.
2. الشيخ ناصر بن محمد الجارودي القطيفي.[9]

## شعره
فمنه، قوله :
قف بالديار التي كانت معاهدها... على الهدى والندى قامت قواعدها
ولم تزل بالتقى والعدل باسمة... تبدو إذا ابتسمت بشرا نواجدها
وانظر مهابط وحي اللّه كيف غدت... تبكي بكاء الذي قد غاب واحدها
وانظر إلى حجرات الوحي كيف خلت... وغاب صادرها عنها وواردها
والحظ معادن وحي اللّه مقفرة... من بعدما أزعجت عنها أماجدها
واجزع لها بعد ذاك البشر عابسة... إذ غاب عابدها عنها وعايدها
واخشع لها بعد ذاك العز خاشعة... يطير ظالمها بشرا وحاسدها
واسكب على الطلل البالي الذي عصفت... بربعه زعزع والكفر قايدها
واسكب دموعك للسادات من مضر... وفتية قط لا تحصى محامدها
وخيرة في العلى عنها الوجود نشا... شالت رؤوسهم ظلما مصاعدها
ودوحة نال منها من تفيّأها... فعلا شنيعا يذيب القلب واحدها
يا للرجال ويا للّه من شطط... أتاحه عصبة ضلّت مقاصدها
لا أمطر اللّه سحب المزن ان هطلت... وآل أحمد قد سدّت مواردها
لا أمطر اللّه سحب المزن إذ قتلت... صبرا وما بلّ منها الغلّ باردها
لا أضحك اللّه سن الدهر ان ضحكت... وآل أحمد قد أعفت معاهدها
تخالهم كالأضاحي في مجازرها... قد عمّ كل الورى نورا مراقدها
معفرين وجوها طالما سجدت... لربها ولكم نارت مساجدها
يا حجة اللّه يابن العسكري ترى... ما نحن فيه مرارات نكابدها
خلّص مواليك يابن المصطفى فلقد... ضاق الخناق وخانتها مقاصدها
إلى متى يا غياث المسلمين ويا... غوث الانام فأنت اليوم واحدها
سل ربك الاذن في إنجاز موعده... فأنت يابن أباة الضيم واجدها
لا زال تسليم من عمّت مواهبه... يغشاك ما خرّ للرحمن ساجدها
يا سادة الكون يا من حبهم عملي... وليس لي غيره حسنى أشاهدها
انا العبيد الفقير اليوسفي لكم... حرب لأعدائكم حرب معاندها
ومنه أيضاً :
سرى وفد شوقي والانام رقود... يسحّ دموعا ما لهنّ جمود
فعرّس مذعور الجنان بكربلا... فنازله كرب هناك جهيد
وقد شفّه وفد مقيم بأرضها... ملابسهم بين الملائك سود
ملائكة تقديسهم وثناؤهم... وتسبيحهم ندب عليه مديد
وتمجيدهم ندب الحسين ورهطه... غداة أصيبوا بالظما وأبيدوا
مقيمون حول القبر يبكون رزءه... وليس لهم نحو السماء صعود
فيا غفلة عن نكبة عمّ غمّها... وحادثة منها الجبال تميد
أيرشفه المختار سنا ومبسما... ويقرعه بالخيزران يزيد
أيترك ملقى بالعرى سيد الورى... ويكسوه من مور الرياح صعيد
حنيني على تلك الجسوم بكربلا... لقى بالعرا ما ضمهنّ لحود
حنيني على تلك السبايا ولوعتي... ووجدي جديد ما عليه مزيد
حنيني عليها يوم أمست أسيرة... وأكتافها بالأصبحية سود
وهيج أحزاني وحرّمني الكرى... مقالة أخت السبط وهو يجود
ألا بأبي من لا بعيد فيرتجى... فيمسي كمن قد غاب ثم يعود
ألا بأبي من لا جريح فيؤتسى... فتذهب آلام به وتبيد
ويقول في آخرها :
فيا آل ياسين ويا راية الهدى... مصابكم طول الزمان جديد
ولم يبل إلا أن ينادى من السما... بمهديكم إذ تقتفيه جنود
فتصبح أعلام النبي خوافقا... وسابقة والمشرفي يعود
هنالك تسلو أنفس طال حزنها... ويهني العبيد اليوسفي هجود
فدونكم منه الذي يستطيعه... قصائد ما خابت لهن قصود

## آثاره ومصنفاته
1. كتاب مقتل أمير المؤمنين.[12]
2. كتاب مقتل الحسين.[13]
3. ديوان شعر في مراثي أهل البيت عليهم السلام، قال الشيخ يوسف : (شعره بليغ نفيس).[14]

## وفاته ومدفنه
كان سبب وفاته أنه بعد أن كان قد انتقل إلى القطيف وسكن به مدة من الزمن عزم على الرجوع إلى البحرين لضيق العيش في البلدة المذكورة وكانت البحرين في ذلك الوقت في ايدي العمانيين الخوارج فاتفق مع رجوعه إليها وقوع فتنة بين عسكر الخوارج وعسكر العجم أصيب هذا الشيخ فيها بجروح فاحشة ونقل إلى القطيف فبقي أياماً ثم توفي شهيداً وكان ذلك في شهر ذي القعدة سنة (1130 هـ/1717 م)، ودفن بمقبرة الحباكة بالقطيف.